# Señores papis (telenovela peruana)
Señores Papis fue una telenovela peruana producida por Michelle Alexander para América Televisión en 2019. Es una adaptación de la telenovela chilena Sres. Papis, escrita por Rodrigo Cuevas y dirigida por Patricio González.
El programa se estrenó tras la finalización de Ojitos hechiceros 2, cuyo primer capítulo generó alta audiencia (42% de share) según Kantar Ibope. Además de permanecer su popularidad ante su competidora Magaly TV, la firme, la agencia Circus Grey la incluyó en la realización de crossover entre ambas series, para una campaña de donación de órganos del Ministerio de Salud, que obtuvo el Cannes Lions International Festival Of Creativity.
Está protagonizada por Aldo Miyashiro, André Silva y Rodrigo Sánchez Patiño, junto con el primer actor Alfonso Santistevan y Alexandra Graña en los roles antagónicos. Cuenta además con las actuaciones estelares de Sandra Vergara, Daniela Feijoó, Marisol Aguirre, Alessandra Denegri, Natalia Torres Vilar, Andrea Luna, Emilram Cossio, Juan Carlos Rey de Castro, Gilberto Nué, Andrea San Martín y Diego Pérez Chirinos.

## Argumento
Se centra en la historia de tres papás Ignacio, Julián y Fernando con sus respectivos hijos Yoni, Sofía y Nicolás, cuya vida será cambiada ante la compensación del rol materno. Para la adaptación se recurrió localismos peruanos y situaciones locales.

## Reparto
- Aldo Miyashiro como Ignacio Moreno Castellano
- Rodrigo Sánchez Patiño como Fernando Pereyra Soto
- André Silva como Julián Álvarez Harris / Espinoza Harris
- Sandra Vergara como Ema Díaz Taipe  De Moreno
- Marisol Aguirre como Maricarmen Ramírez Luján De Pereyra
- Daniela Feijoó como Valentina Salamanca Fernandez
- Alessandra Denegri como Antonia Fernández Ramos
- Alfonso Santistevan como Alberto Echenique De La Valle
- Natalia Torres Vilar como María Teresa Velasco  de Echenique
- Andrea Luna como Carolina Echenique Velasco
- Emilram Cossío como Carmelo Soto «Sotito»
- Alexandra Graña como Paula Sanquinetti Cuellar
- Juan Carlos Rey de Castro como Joaquín Gallardo Del Río
- Gilberto Nué como Gustavo Olavarría Castillo
- Diego Pérez Chirinos como Lorenzo Perez «El Loro»
- Arianna Fernández como Natalia Pereyra Ramírez
- Andrea San Martín como Karina Valderrama Castro
- Giordana Cristalli como  Sofía Pereyra Ramírez
- Juan Pablo Abad como  Jonathan «Johnny» Moreno Valderrama
- Santiago Hidalgo como Lucas Álvarez Echenique
- Alicia Mercado como Amparo Echenique Velasco de Álvarez
- Haydeé Cáceres como Miriam Castellano Torres de Moreno
- Fernando Bakovic como Eduardo Díaz Salas
- Silvia Bardalez como Berta Taipe Diastra de Díaz
- Jose Dammert como Piero Carrera
- Giselle Collao como Cecilia Agüero
- Fernando Fermor como Alfredo Elizalde Vega
- Fiorella Díaz como Paulina Medina Souza Sanguinetti de Elizalde
- Carlos Casella como Sergio
- Elsa Olivero como Blanca Harris Santuario De Vallejos
- Augusto Gutiérrez como Gonzalo Elizalde Medina «Fido Dido»
- Iván Chávez como Rulo
- Haysen Percovich como Guillermo Espinoza Caballero
- Patricia de la Fuente como Inés Soto Garcia  De Pereyra
- Alfonso Dibós como Dr Juan Pérez
- Gonzalo Molina como Tomás Ovalle
- José Tejada como Emilio Quiroz
- Roberto Ruiz como Marco Meléndez
- Jorge Gutiérrez como Miguel
- Miguel Ángel Álvarez como Bernardo Salamanca Albunnker
- Natalia Montoya como Lissette
- Carlos Acosta como Dr Roberto Cárdenas

## Premios y nominaciones
| Año  | Premio                       | Categoría        | Nominados     | Resultado | Ref.   |
| ---- | ---------------------------- | ---------------- | ------------- | --------- | ------ |
| 2020 | Premios Fama de La República | Mejor producción | Señores Papis | Ganadora  | [ 11 ] |